# Here I Go Impossible Again / All This Time Still Falling Out of Love
«Here I Go Impossible Again» / «All This Time Still Falling Out of Love» (в переводе с англ. — «Тут вновь я становлюсь несносен» / «Я всё ещё пытаюсь разлюбить») — третий и последний сингл британского электронного дуэта Erasure из их одиннадцатого студийного альбома Nightbird. Вышел 20 июня 2005 года на лейбле Mute.

## О сингле
Двойной сингл, ни одна из песен не является би-сайдом. В трек-листе стандартного CD-издания первой стоит «Here I Go Impossible Again», а в трек-листах ограниченного CD-издания и DVD-издания — «All This Time Still Falling Out of Love».
«Here I Go Impossible Again» примечательна яркими синтезаторными звуками и плавной, местами многослойной подачей голоса Энди Белла. Версия песни для радиоэфира была немного изменена по сравнению с оригинальной.
«All This Time Still Falling Out of Love» — ярко выраженная танцевальная композиция, в которой хорошо заметен музыкальный «почерк» Винса Кларка: синкопированность и ритмичные звуки аналоговых синтезаторов.
Как и в случае с обоими предыдущими предыдущих синглами из альбома Nightbird, ограниченный CD-выпуск «Here I Go Impossible Again» / «All This Time Still Falling Out of Love» содержал материалы, при помощи которых слушатели могли сами изготовлять ремиксы песни (только «Here I Go Impossible Again»). Для обмена ремиксами был создан специальный сайт erasuredownload.com (по состоянию на 2018 год сайт не работает).
Сингл занял 25-е место в UK Singles Chart и 4-е место в американском Hot Dance Music Sales.
Автор дизайна обложки сингла — британский художник Роб Райан. На разных версиях сингла обложки различаются по цвету фона и положению отдельных элементов, различия выражены намного сильнее, чем на версиях обложек первого сингла.

## Музыкальный видеоклип
На песню «All This Time Still Falling Out of Love» режиссёром Уве Фладе был снят видеоклип, представляющий собой нарезку сцен из концертного выступления, перемежающихся с фрагментами, снятыми вне сцены.

## Список композиций
Слова и музыка всех песен — написаны Винсом Кларком и Энди Беллом.
| №  | Название                                                 | Длительность |
| -- | -------------------------------------------------------- | ------------ |
| 1. | «Here I Go Impossible Again» (Single Mix)                | 3:30         |
| 2. | «All This Time Still Falling Out of Love» (Original Mix) | 3:29         |

| №  | Название                                                               | Длительность |
| -- | ---------------------------------------------------------------------- | ------------ |
| 1. | «All This Time Still Falling Out of Love» (Shanghai Surprize Club Mix) | 7:40         |
| 2. | «Here I Go Impossible Again» (Triggertrax Extended Remix)              | 5:18         |
| 3. | «Here I Go Impossible Again» (Meloboy’s Nü-German Compu-Soul Remix)    | 3:38         |

| №  | Название                                                               | Длительность |
| -- | ---------------------------------------------------------------------- | ------------ |
| 1. | «All This Time Still Falling Out of Love» (Album Version)              | 4:16         |
| 2. | «Here I Go Impossible Again» (Pocket Orchestra Club Mix)               | 5:14         |
| 3. | «All This Time Still Falling Out of Love» (Live In Cologne, видеоклип) | 4:24         |

| №  | Название                                                 | Длительность |
| -- | -------------------------------------------------------- | ------------ |
| 1. | «All This Time Still Falling Out of Love»                | 4:15         |
| 2. | «Here I Go Impossible Again» (Pocket Orchestra Club Mix) | 5:12         |

| №  | Название                                                               | Длительность |
| -- | ---------------------------------------------------------------------- | ------------ |
| 1. | «Here I Go Impossible Again» (Single Mix)                              | 3:30         |
| 2. | «All This Time Still Falling Out of Love» (Original Mix)               | 3:29         |
| 3. | «Here I Go Impossible Again» (Meloboy’s Nü-German Compu-Soul Remix)    | 3:38         |
| 4. | «All This Time Still Falling Out of Love» (Shanghai Surprize Club Mix) | 7:39         |
| 5. | «All This Time Still Falling Out of Love» (Live In Cologne, видеоклип) | 4:24         |

## Чарты
| Чарт (2005)           | Позиция |
| --------------------- | ------- |
| European Hot 100      | 65      |
| German Singles Chart  | 69      |
| UK Singles Chart      | 25      |
| Hot Dance Music Sales | 4       |